# Samodzielny Uderzeniowy Batalion Czołgów
Samodzielny Uderzeniowy Batalion Czołgów (ros. Отдельный Танковый ударный батальон) – pancerny oddział wojskowy Armii Północno-Zachodniej podczas wojny domowej w Rosji.

## Historia
6 sierpnia 1919 r. do portu w estońskim Rewlu przybyły dostarczone przez Brytyjczyków pierwsze 4 czołgi typu Mk.V. W ciągu miesiąca doszły kolejne 2 czołgi. Były one używane przez wojska brytyjskie na froncie zachodnim I wojny światowej, w związku z czym ich wartość bojowa była niska. Rosjanie mówili o nich, że ich czołgi były najlepszego typu – okresu wojny Filipa Macedońskiego. Pomimo tego stanowiły one duże wzmocnienie dla Armii Północno-Zachodniej gen. Nikołaja N. Judenicza, gdyż bolszewicy nie dysponowali na tym odcinku wojny domowej żadnymi siłami pancernymi. Brytyjczycy pod dowództwem mjr. Carsona przeszkolili białych Rosjan w obsłudze czołgów. W rezultacie został sformowany Samodzielny Czołgowy Batalion Uderzeniowy, składający się z dwóch kompanii pieszych w liczbie 200 żołnierzy każda. Piechurzy mieli wspierać czołgi w boju. Dowódcą batalionu został płk Chomutow. Główną siłą batalionu był jednak dywizjon czołgów pod dowództwem oficera morskiego kpt. 1 rangi Pawła Sziszko. Każdy czołg otrzymał swoją nazwę: „Pierwaja pomoszcz” (według części źródeł „Skoraja pomoszcz”), „Biełyj sołdat”, „Buryj miedwiedź”, „Oswobożdienije”, „Dobrowoliec” i „Kapitan Kromi”. W pierwszych dniach września batalion trafił na front.
Do pierwszego starcia z bolszewikami doszło 11 września na południe od Gdowa. Czołgi odgrywały rolę tarana pancernego, mającego przerwać nieprzyjacielską linię obrony. Po 2 tygodniach walk batalion odszedł do Narwy w celu dokonania napraw 3 uszkodzonych maszyn i odpoczynku załóg czołgowych. 28 września ruszyła ofensywa Armii Północno-Zachodniej na Piotrogród, w której wzięły udział 3 czołgi batalionu „Kapitan Kromi”, „Pierwaja pomoszcz” i „Buryj miedwiedź”. Tego dnia 2 czołgi wspomogły oddziały 4 Dywizji. Ich pojawienie się wywołało panikę w szeregach bolszewików, którzy bez walki opuścili swoje pozycje obronne. Jednakże dalsze działania tych czołgów okazały się niemożliwymi z powodów terenowych. Wszystkie 3 czołgi uczestniczyły 11 października w udanym natarciu na Jamburg. 17 października dywizjon pancerny w pełnym już komplecie został drogą przetransportowany do zajętej Gatczyny. Od 19 do 25 października ponownie uczestniczył w walkach pod Carskim Siołem. 24 października dzięki ich wsparciu, pomimo silnego ognia artylerii i karabinów maszynowych, zajęto pozycje bolszewickie w rejonie wsi Pierelesino-Kiskary. Jednakże atak czołgów z powodu bardzo silnego ognia artyleryjskiego załamał się tuż przed Carskim Siołem. Trafione zostały 2 czołgi, reszta została zmuszona do odwrotu za wieś Pierelesino. Bolszewicki kontratak czerwonych strzelców łotewskich doprowadził do opanowania obu uszkodzonych maszyn. Jednakże 25 października oddziały bolszewickie ponownie zostały odrzucone do Carskiego Sioła i oba czołgi ewakuowano na tyły. Z powodu załamania się ofensywy Armii Północno-Zachodniej i odwrotu jej oddziałów wszystkie czołgi zostały wywiezione na głębokie tyły. Ostatecznie na początku listopada trafiły one do Narwy, zaś 18 listopada do Rewla.
W styczniu 1920 r. dwa czołgi Brytyjczycy sprzedali Łotyszom, kolejne 4 zostawili Estończykom (w składzie armii estońskiej służyły one jeszcze do 1940 r., kiedy jako zupełnie zużyte zostały zamknięte w magazynie).

## Załogi czołgów
- Czołg "Капитан Кроми" – st. lejt. L. W. Bystroumow, lejt. O. O. Fersman, miczman W. I. Speranski, inż. mech. miczman B. J. Romanowski, miczman I. G. Swijażeninow, kadet M. K. Breden
- Czołg "Белый Солдат" – st. lejt. I. I. Golenicew-Kutuzow, lejt. W. N. Domogacki, miczman W. I. Szigajew, inż. mech. miczman S. N. Czistiakow, miczman A. S. Strachow, miczman czasu wojny Nagiel
- Czołg "Бурый Медведь" – lejt. P. A. Turżanski, lejt. W. A. Nikołajew, inż. mech. miczman J. K. Miedwiediew